# Grammatostomias circularis
Grammatostomias circularis és una espècie de peix de la família dels estòmids i de l'ordre dels estomiformes.

## Morfologia
- Els mascles poden assolir 13,6 cm de longitud total.[4][5]

## Hàbitat
És un peix marí i d'aigües tropicals que viu fins als 412 m de fondària.

## Distribució geogràfica
Es troba al nord de l'illa de Madeira, davant les costes del Brasil i a l'Atlàntic occidental (entre 32°N-19°N).